# Martin Behaim
Martin Behaim také známý jako Martin z Bohemie (6. října 1459 Norimberk – 29. července 1507 Lisabon) byl německý obchodník s textilem a kartograf. Sloužil na dvoře Jana II. Portugalského jako poradce v otázkách navigace, byl účastníkem námořní expedice Diogo Cãa podél pobřeží západní Afriky, při niž dopluli roku 1486 k mysu Cape Cross v dnešní Namibii. Nejvíce se proslavil svým Erdapfelem, který vyrobil pro císařské město Norimberk v roce 1492 a v současnosti je nejstarším dochovaným glóbem světa.

## Život
Martin Behaim byl synem bohatého obchodníka, který měl přístup k dobrému vzdělání. V letech 1471–1475 jej učil slavný matematik Regiomontanus. Poté odešel na zkušenou nejprve do Nizozemska a pak do Portugalska.
V Portugalsku se stal navigátorem druhé výpravy Dioga Cão. Po návratu získal přístup i k tajným kartografickým materiálům portugalského královského archivu.
V roce 1492 se vrátil do Norimberku. Zde započal práci na svém nejznámějším díle. Na zakázku městské rady vytvořil zemský glóbus o průměru 541 mm, který shrnoval soudobé kartografické znalosti. Výtvarnou stránku (kresby) na glóbu vytvořil Georg Glockendon. Svůj výtvor nazval „Erdapfel“, tedy zemské jablko.
V roce 1493 padl do zajetí anglických pirátů, do Portugalska se vrátil až po delším nuceném pobytu v Anglii.
Glóby se vyráběly již ve starověku, přesto je Behaimův glóbus nejstarším dodnes dochovaným kusem, který měl obrovský vliv na tehdejší pohled na svět. Jeho originál je uložen v Norimberku. Dobové kopie glóbu jsou uloženy ještě v Paříži a Washingtonu.

## Galerie

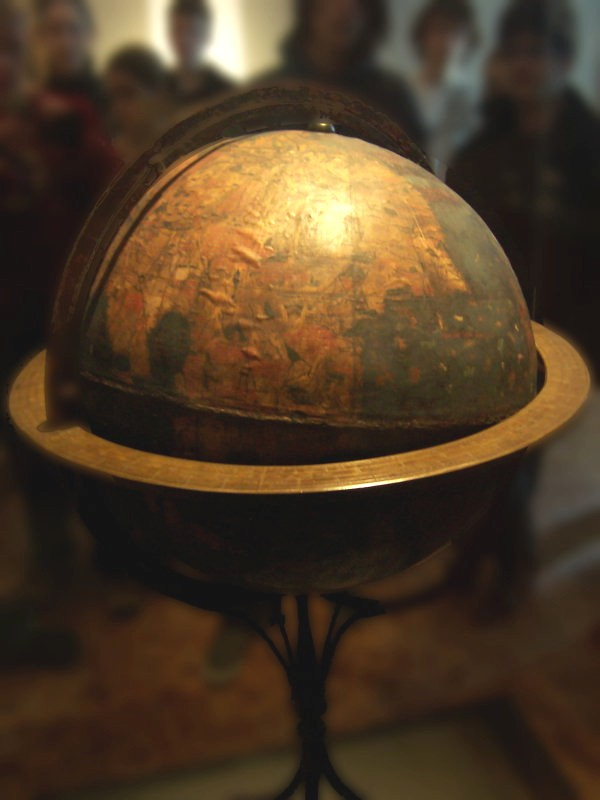
Behaimův glóbus
Pamětní deska na místě narození v Norimberku